# Султанова, Гулизар Ахмедовна
Гулизар Ахмедовна Султанова (27 октября 1938 года, Кума, Лакский район, ДАССР, РСФСР, СССР — 16 августа 2021 года, Махачкала, Дагестан, Россия) — российский театровед, историк театра, литературовед и переводчик. Кандидат искусствоведения. Заслуженный деятель искусств России (2000). Лауреат Государственной премии Республики Дагестан. Возглавляла секцию критики  Дагестанское отделение Союза театральных деятелей Российской Федерации.

## Биография
Гулизар Ахмедовна родилась в селе Кума Лакского района.

### Учёба
В 1957 году окончила 1-е Дагестанское педагогическое училище.
В 1965 году окончила с отличием театроведческий факультет Ленинградского государственного института театра музыки и кинематографии (ЛГ ИТМ и К).

### Трудовая деятельность
Работала ведущим научным сотрудником ДНЦ РАН. Являлась кандидатом искусствоведения.

## Награды и звания
- Орден Дружбы (2020) — за большой вклад в развитие отечественной культуры и искусства, многолетнюю плодотворную деятельность[3]
- Медаль «За трудовую доблесть» (1960)
- Заслуженный деятель искусств Российской Федерации (2000) — за заслуги в области искусства[4]

## Книги
- Султанова Г. Многонациональный театр Дагестана: Очерки истории. — Махачкала: Дагкнигоиздат, 2009. — 224 с.[5].
- Султанова Г. Актёрское искусство Дагестана. — Махачкала: Наука ДНЦ, 2010. — 357 с.[6]
- Султанова Г. Дагестанская театральная режиссура. — Махачкала: Наука ДНЦ, 2013. — 246 с.[7]

## Публикации
Гулизар Султанова активно публикуется в периодической печати.
Статьи в журнале «Вестник Дагестанского научного центра»:
- Дагестанский театр нового тысячелетия поиски, находки, потери // выпуск 48, с. 106—112.
- Современный театральный процесс и задачи театроведческой науки // выпуск 50, с. 125—127.